# 大岡 (横浜市)
大岡（おおおか）は、神奈川県横浜市南区の町名。現行行政地名は大岡一丁目から大岡五丁目で、住居表示実施済み区域。

## 地理
南区の南部に位置し、南北に細長い町域を持つ。町の西を大岡川が流れ、東は磯子区、南は港南区に接する。関内に近い北側が一丁目で、四丁目には南区の最南端地点がある。大岡川に近い二丁目は低地であるが、一・三丁目の東部と四・五丁目は丘陵がある。二丁目西部には南北に鎌倉街道（県道横浜鎌倉線）が通り、その地下には横浜市営地下鉄ブルーラインが走る。通町との境には、弘明寺駅が設けられている。旧鎌倉街道は二丁目で鎌倉街道から分かれ、三・五丁目を通り、上大岡駅に近い最戸橋で再び鎌倉街道に合流する。弘明寺駅付近は横浜国立大学教育学部附属横浜中学校など学校が多く、文教地区として知られる。南警察署もこの付近にある。

### 面積
面積は以下の通りである。
| 丁目       | 面積（km²） |
| ---------- | ----------- |
| 大岡一丁目 | 0.356       |
| 大岡二丁目 | 0.226       |
| 大岡三丁目 | 0.278       |
| 大岡四丁目 | 0.214       |
| 大岡五丁目 | 0.216       |
| 計         | 1.290       |

### 地価
住宅地の地価は、2025年（令和7年）1月1日の公示地価によれば、大岡1-42-19の地点で18万9000円/m²、大岡4-23-10の地点で23万1000円/m²となっている。

## 歴史
「大岡郷」は戦国時代から見られる郷名であり、「大賀郷」とも称した。1561年（永禄6年）4月26日の北条家朱印状には「久良岐郡富岡大岡郷」とある。地名辞書によると元は「大神」と記し、「大賀」とも書いた。江戸時代に久良岐郡大岡村となる。『新編武蔵風土記稿』によると元禄年間（1688年－1704年）に下大岡村と上大岡村に分村したとあるが、1647年（正保4年）の上大岡村年貢割付状が存在することから、分村時期は正保年間（1645年－1648年）とも考えられる。
1889年（明治22年）4月1日、町村制の施行により下大岡村、上大岡村と堀之内村、蒔田村、井土ヶ谷村、弘明寺村、永田村、引越村、中里村、別所村、最戸村、久保村が合併して大岡川村となる。1911年（明治44年）4月1日、旧下大岡村部分を含む大岡川村北部が横浜市に編入される。1927年（昭和2年）に区制施行により中区大岡町となる。1928年には大岡町の一部から大橋町・中島町・通町・若宮町・宮元町が新設。1943年に、中区から南区が新設されたことにより、南区の一部となる。1969年6月1日、住居表示実施に伴い、大岡町の一部が大岡一～三丁目となるとともに大橋町・中島町・通町・若宮町・蒔田町・磯子区岡村町・港南区上大岡町に編入。残る部分も1974年2月18日に大岡四・五丁目となるとともに一部が上大岡町に編入された。

### 町名の変遷
| 実施後     | 実施年月日                | 実施前（各町名ともその一部）           |
| ---------- | ------------------------- | -------------------------------------- |
| 大岡一丁目 | 1969年（昭和44年）6月1日  | 大岡町、蒔田町、磯子区岡村町（各一部） |
| 大岡二丁目 | 1969年（昭和44年）6月1日  | 大岡町（一部）                         |
| 大岡三丁目 | 1969年（昭和44年）6月1日  | 大岡町、磯子区岡村町（各一部）         |
| 大岡四丁目 | 1974年（昭和49年）2月18日 | 大岡町（一部）                         |
| 大岡五丁目 | 1974年（昭和49年）2月18日 | 大岡町（一部）                         |

## 世帯数と人口
2025年（令和7年）6月30日現在（横浜市発表）の世帯数と人口は以下の通りである。
| 丁目       | 世帯数     | 人口     |
| ---------- | ---------- | -------- |
| 大岡一丁目 | 3,137世帯  | 6,134人  |
| 大岡二丁目 | 1,525世帯  | 2,311人  |
| 大岡三丁目 | 2,280世帯  | 4,364人  |
| 大岡四丁目 | 1,717世帯  | 3,511人  |
| 大岡五丁目 | 1,746世帯  | 3,244人  |
| 計         | 10,435世帯 | 19,564人 |

### 人口の変遷
国勢調査による人口の推移。
| 年                 | 人口   |
| ------------------ | ------ |
| 1995年（平成7年）  | 19,313 |
| 2000年（平成12年） | 19,007 |
| 2005年（平成17年） | 18,747 |
| 2010年（平成22年） | 18,832 |
| 2015年（平成27年） | 19,314 |
| 2020年（令和2年）  | 19,834 |

### 世帯数の変遷
国勢調査による世帯数の推移。
| 年                 | 世帯数 |
| ------------------ | ------ |
| 1995年（平成7年）  | 7,765  |
| 2000年（平成12年） | 7,994  |
| 2005年（平成17年） | 8,013  |
| 2010年（平成22年） | 8,432  |
| 2015年（平成27年） | 9,109  |
| 2020年（令和2年）  | 9,868  |

## 学校
横浜市営地下鉄弘明寺駅の東側に当たる大岡二丁目は、1920年（大正9年）に横浜高等工業学校および神奈川県立商工実習学校が開設されて以来の学生街である。
- 1920年に設立された横浜高等工業学校は1949年に横浜国立大学工学部（弘明寺キャンパス）となり、1979年に保土ケ谷区の常盤台キャンパスに移転した。その後校舎は1981年より中区立野から移転した横浜国立大学教育学部附属横浜中学校として使用されている。その北隣には、横浜国立大学の留学生会館が建つ[17]。
- 同じく1920年に設立された神奈川県立商工実習学校は1948年に神奈川県立商工高等学校となり、1974年に保土ケ谷区今井町に移転している。
- 1923年（大正12年）に開校した横浜家政女学校は1927年に明倫高等女学校、1948年に明倫高等学校と改称した。1957年に保土ケ谷区岩井町に移転し、2001年に横浜清風高等学校と改称した上で共学化している。
- 1922年に横浜高等工業学校内に設立された横浜市立大岡工業補習学校は、1948年に横浜市立横浜工業高等学校と改称。1972年に中区翁町に移転し、定時制の横浜市立港高等学校、横浜市立横浜商業高等学校の定時制課程と統合して横浜市立横浜総合高等学校となる。2013年に、大岡の地に戻り、県立大岡高校の跡に移転した。
- 1979年に中区立野の横浜国立大学教育学部附属横浜小学校に併設される形で開校した横浜国立大学教育学部附属特別支援学校は、1981年に現在の横浜国大附属横浜中学校東側に移転した[18]。
- 1980年に開校した神奈川県立大岡高等学校は、2004年に神奈川県立清水ヶ丘高等学校と統合し、清水ヶ丘高学の校舎を継承して神奈川県立横浜清陵総合高等学校となった。跡地は、花之木町にあった南区総合庁舎（区役所）移転の候補地となったが、最終的に総合庁舎の移転先は浦舟町に決定し[19]、前述の通り市立横浜総合高等学校が中区から移転した。
- 弘明寺駅から南に離れた大岡四丁目には、横浜市立藤の木小学校と横浜市立藤の木中学校があり、藤の木中学校は敷地内を磯子区との区境が通っている。横浜市立大岡小学校は、大橋町の大岡川沿いにある。

### 学区
市立小・中学校に通う場合、学区は以下の通りとなる（2024年11月時点）。
| 丁目       | 街区                           | 小学校               | 中学校               |
| ---------- | ------------------------------ | -------------------- | -------------------- |
| 大岡一丁目 | 37番 39〜47番 60〜68番         | 横浜市立蒔田小学校   | 横浜市立南中学校     |
| 大岡一丁目 | 1〜21番 32〜36番 38番 48〜59番 | 横浜市立大岡小学校   | 横浜市立南中学校     |
| 大岡一丁目 | 28番1〜32号 31番               | 横浜市立南小学校     | 横浜市立藤の木中学校 |
| 大岡一丁目 | 22〜27番 28番33号〜30番        | 横浜市立南小学校     | 横浜市立南が丘中学校 |
| 大岡二丁目 | 1〜30番                        | 横浜市立南小学校     | 横浜市立南が丘中学校 |
| 大岡二丁目 | 31番、32番                     | 横浜市立大岡小学校   | 横浜市立南中学校     |
| 大岡三丁目 | 2〜4番 10〜23番                | 横浜市立南小学校     | 横浜市立藤の木中学校 |
| 大岡三丁目 | 1番、5〜9番 24〜53番           | 横浜市立藤の木小学校 | 横浜市立藤の木中学校 |
| 大岡四丁目 | 全域                           | 横浜市立藤の木小学校 | 横浜市立藤の木中学校 |
| 大岡五丁目 | 全域                           | 横浜市立藤の木小学校 | 横浜市立藤の木中学校 |

## 事業所
2021年（令和3年）現在の経済センサス調査による事業所数と従業員数は以下の通りである。
| 丁目       | 事業所数  | 従業員数 |
| ---------- | --------- | -------- |
| 大岡一丁目 | 52事業所  | 240人    |
| 大岡二丁目 | 144事業所 | 990人    |
| 大岡三丁目 | 49事業所  | 247人    |
| 大岡四丁目 | 32事業所  | 291人    |
| 大岡五丁目 | 56事業所  | 420人    |
| 計         | 333事業所 | 2,188人  |

### 事業者数の変遷
経済センサスによる事業所数の推移。
| 年                 | 事業者数 |
| ------------------ | -------- |
| 2016年（平成28年） | 351      |
| 2021年（令和3年）  | 333      |

### 従業員数の変遷
経済センサスによる従業員数の推移。
| 年                 | 従業員数 |
| ------------------ | -------- |
| 2016年（平成28年） | 1,847    |
| 2021年（令和3年）  | 2,188    |

## 交通
路線バスは、鎌倉街道を走り横浜駅・関内地区方面と上大岡駅・大船駅方面を結ぶ横浜市営バス・神奈川中央交通・江ノ電バスのほか、上大岡駅から町内の万福寺前バス停を通り汐見台経由磯子駅行き（市営64系統）および岡村町経由根岸駅行き（市営133系統）、藤の木・大岡住宅前バス停を通り磯子駅から滝頭・井土ヶ谷駅前経由保土ケ谷駅東口・横浜駅行き（市営9系統）、磯子駅から浜小学校経由井土ケ谷下町循環（神奈中60系統）、弘明寺駅から三殿台公園経由みつが丘中央行き（市営219系統）の、丘陵地帯を結ぶ各路線が運行されている。

## 施設
- 横浜市大岡地区センター
- 若宮八幡宮
- 神奈川県南警察署
- 横浜大岡郵便局
- セイジョー上大岡店

## その他

### 日本郵便
- 郵便番号 : 232-0061[3]（集配局：横浜南郵便局[23]）

### 警察
町内の警察の管轄区域は以下の通りである。
| 丁目       | 番・番地等 | 警察署   | 交番・駐在所 |
| ---------- | ---------- | -------- | ------------ |
| 大岡一丁目 | 全域       | 南警察署 | 通町交番     |
| 大岡二丁目 | 全域       | 南警察署 | 通町交番     |
| 大岡三丁目 | 全域       | 南警察署 | 大岡町交番   |
| 大岡四丁目 | 全域       | 南警察署 | 大岡町交番   |
| 大岡五丁目 | 全域       | 南警察署 | 大岡町交番   |